# Unió Elèctrica de Catalunya
La Unió Elèctrica de Catalunya, S.A. fou una societat pertanyent al grup de la Barcelona Traction, Light and Power constituïda a Barcelona el 22 de juny de 1923. La seva creació era purament instrumental, tenint l'objectiu d'adquirir el control total d'Energia Elèctrica de Catalunya. El següent pas fou la integració de l'oferta de totes les centrals productores d'energia elèctrica sota un mateix paraigües comercial.

## Antecedents

### Un peu a Energia Elèctrica de Catalunya
A principis de l'any 1913 en el mercat elèctric català havien dues grans empreses competidores: Riegos y Fuerzas del Ebro i Energia Elèctrica de Catalunya, aquesta última promoguda per Emili Riu i Periquet i propietat principalment de la societat francesa Compagnie Générale d'Électricité i del banc Société Suisse d'Industries Éléctriques. Pierre Azaria, fundador i director general de la companyia francesa va adonar-se de la major capacitat financera de La Canadenca i fou conscient que guanyaria més diners amb una col·laboració entre les societats.
Energia Elèctrica de Catalunya estava necessitada de fons per poder afrontar el pla d'inversions que estava executant, i els dos grups empresarials decidiren que s'ampliaria el capital d'Energia Elèctrica de Catalunya i que seria totalment subscrit pel grup de la Barcelona Traction.
L'any 1913 Spanish Securities Company Limited, empresa del grup canadenc, va subscriure la totalitat de l'ampliació de capital que va dur a terme Energia Elèctrica de Catalunya quedant-se amb un 49% del capital. Barcelona Traction també va adquirir l'opció de comprar el 51% restant. L'adquisició va anar acompanyada d'un intercanvi de membres dels consells d'administració.

### Control absolut
Des de la seva constitució el 1911, Energia Elèctrica de Catalunya havia necessitat endeutar-se amb els seus socis més enllà de les aportacions de capital per finançar l'elevat nivell d'inversió. Els seus socis majoritaris eren dos. La Compagnie Générale d'Électricité era principalment un fabricant de material elèctric, i el banc Société Suisse d'Industries Éléctriques (Indelec) era en part propietat de Siemens AG per finançar les compres dels seus equipaments. Els interessos de les dues societats no estaven dirigits a immobilitzar una gran quantitat de diners en un negoci, la producció d'electricitat, que no era la seva activitat principal.
A l'any 1923, els problemes financers que havia d'encarar l'empresa eren la necessitat de fons del seu principal accionista, la Compagnie Générale d'Électricité, així com la incapacitat d'Energia Elèctrica de Catalunya de captar diners en el mercat borsari de Barcelona. La Compagnie Générale d'Électricité va voler vendre la seva participació, i l'únic comprador que trobà fou la Barcelona Traction.
El moment tampoc no era el més propici per a La Canadenca, també curta de fons. Finançar la inversió amb un increment del deute tenia el problema que la legislació espanyola del moment dificultava l'emissió d'obligacions per part de les societats estrangeres. La solució que es va trobar fou la constitució d'una societat d'aparença espanyola que no tingués restriccions per obtindre finançament al mercat local i es fes càrrec de l'operació de compra.

## Constitució de la societat

### Accionistes i capital
L'acta de constitució, celebrada el 22 de juny de 1923, designava com a socis fundadors quatre administradors de la Barcelona Traction i altres cinc empleats de la mateixa societat. En el primer grup figuraven H.M. Hubbard i Frank Fraser Lawton, director general de Riegos y Fuerza del Ebro i que entre 1925 i 1926 seria president del consell d'administració de la Barcelona Traction. Dintre del segon grup hi havia E. Maedsr y Boucher, el qual havia estat director d'Energia Elèctrica de Catalunya i que acavava de ser fitxat per La Canadenca. De fet, tots ells eren testaferros de la Barcelona Traction, sent aquesta empresa la veritable propietària d'Unió Elèctrica de Catalunya.
La Unió Elècrica de Catalunya, S.A. tenia un capital social de 20 milions de pessetes (aproximadament uns 41.087.000 € el 2020), repartides en diferents proporcions entre els socis fundadors.

### Emissió d'obligacions
De forma quasi immediata, el 3 de juliol de 1923 la companyia va emetre 50.000 obligacions per un import nominal de 500 pessetes cadascuna, resultant en un import total de 25 milions de pessetes (equivalent aproximadament a 51 milions, 358 mil euros del 2020) que foren col·locades amb èxit en el mercat borsari de Barcelona. A principis de 1924 es posaren en circulació obligacions per 9 milions de pessetes. Les obligacions estaven garantides subsidiàriament per les empreses del grup amb més actius, la Barcelona Traction i Energia Elèctrica de Catalunya, donaven un interès del 6% anual pagat trimestralment i s'amortitzaven en 40 anys.

## Integració de l'oferta elèctrica
La integració d'Energia Elèctrica de Catalunya permetia disposar de la producció, les xarxes de distribució i els clients d'aquesta empresa. A partir d'aquest punt, tota l'oferta d'energia elèctrica es duria a terme a través d'Unió Elèctrica de Catalunya. Les centrals que proporcionaven energia a la conca del Flamisell, Noguera Pallaresa i Segre eren les següents:
| Central                                           | Companyia                            | Inici funcionament |
| ------------------------------------------------- | ------------------------------------ | ------------------ |
| Central tèrmica del carrer Mata                   | Companyia Barcelonina d'Electricitat | 1898               |
| Central tèrmica de Sant Adrià de Besòs            | Energia Elèctrica de Catalunya       | 1913               |
| Central hidràulica de Sossís                      | Riegos y Fuerza del Ebro             | 1913               |
| Central hidroelèctrica de Capdella                | Energia Elèctrica de Catalunya       | 1914               |
| Central hidroelèctrica de Serós                   | Riegos y Fuerza del Ebro             | 1914               |
| Central hidroelèctrica de Talarn                  | Riegos y Fuerza del Ebro             | 1916               |
| Central hidroelèctrica de Molinos                 | Energia Elèctrica de Catalunya       | 1919               |
| Central de Camarasa                               | Riegos y Fuerza del Ebro             | 1920               |
| Central hidroelèctrica de Sant Llorenç de Montgai | Unió Elèctrica de Catalunya          | 1930               |
| Central hidroelèctrica de Reculada                | Unió Elèctrica de Catalunya          | 1931               |
| Central tèrmica de Fígols                         | Unió Elèctrica de Catalunya          | 1931               |
| Central hidroelèctrica de Terradets               | Unió Elèctrica de Catalunya          | 1935               |
| Central hidroelèctrica de la Plana de Mont-ros    | Energia Elèctrica de Catalunya       | 1937               |

Addicionalment, la Unió Elèctrica de Catalunya comprava la producció de la Central Hidràulica de la Pobla de Segur, propietat de la Sociedad Productora de Fuerzas Motrices. I disposava de la producció d'una sèrie de petites centrals hidroelèctriques ubicades a les conques del Ter:Fresser Superior i Inferior, Daió, Molí, Rialp i Carburs i Filats.